# بیرو
بیرو شهری در شهرستان کونگوسی در استان بام در بورکینافاسوی شمالی است و جمعیت آن ۶۹۳ نفر است.